# Stegania onocleoides
Stegania onocleoides là một loài dương xỉ trong họ Blechnaceae. Loài này được Gray mô tả khoa học đầu tiên năm 1821.
Danh pháp khoa học của loài này chưa được làm sáng tỏ. 